# Джонс, Эдди (регбист)
Эдди Джонс (англ. Eddie Jones; род. 30 января 1960, Берни, Тасмания) — австралийский регбист и регбийный тренер японского происхождения. Известен по работе со сборной Австралии, с которой вышел в финал чемпионата мира 2003 года, со сборной ЮАР как помощник тренера, с которой выиграл чемпионат мира 2007 года, со сборной Японии в 2012—2015 годах (на чемпионате мира 2015 года японцы сенсационно победили сборную ЮАР). Со сборной Англии работал в 2015—2022 годах: с ней он стал серебряным призёром чемпионата мира 2019 года, победив в полуфинале действовавших чемпионов из Новой Зеландии и проиграв в финале южноафриканцам, а также выиграл три Кубка шести наций в 2016, 2017 и 2020 годах.

## Игровая карьера
Эдди Джонс родился 30 января 1960 года в местечке Берни на острове Тасмания. Отец — австралиец Тед, участник Второй мировой войны; мать — японка Нелли, интернированная американскими властями после нападения на Перл-Харбор. Родители познакомились в 1945 году после окончания Второй мировой войны во время оккупации Японии союзными войсками; в 1952 году семья переехала в Австралию, осев на острове Тасмания.
Эдди учился в начальной школе Сиднея в районе Ла Перуз (англ. La Perouse), где проживало много австралийских аборигенов, за что его прозвали «сиднейским Соуэто». В начальной школе он увлёкся крикетом, любовь к которому сохранял в дальнейшем, и был даже капитаном школьной команды. Во время обучения в Матравильской средней школе (англ. Matraville High School), где учились как потомки переселенцев из Европы, так и дети австралийских аборигенов, он увлёкся регби. В Новом Южном Уэльсе, однако, классический регби проигрывал по популярности таким видам спорта, как австралийский футбол, крикет и регбилиг (в самой школе регби-15 изначально не развивался). Эдди учился в одной школе с будущими звёздами австралийского регби, братьями-близнецами Марком и Гленом Элла — австралийскими аборигенами, с которыми познакомился ещё в детском саду. Личным тренером Джонса был Боб Дуайер, который в 1991 году со сборной Австралии выиграл Кубок мира.
Эдди отличался успехами не только во время занятий в классе, но и в выступлениях в регби. Он играл на позиции хукера. По воспоминаниям Джонса, его команда регулярно играла против сборной колледжа Святого Иосифа, известной как «Джоуиз» и являвшейся более атлетичной. Их противники играли в «сильный, быстрый регби, полный инициативы и агрессии» (англ. strong, quick rugby, full of initiative and aggression), а команда Матравиля предпочитала захватами сдерживать противника. В одном из матчей это привело к поражению от «Джоуиз» с разницей в 20 очков (попытка тогда оценивалась в 4 очка). Именно в этой игре тренер Боб Дуайер заметил таланты братьев Элла, пригласив их потом в школьную сборную Австралии — в 1977 году они совершили турне по Японии и Европе, выиграв все матчи. В одном из последующих матчей Джонс и его команда сумели навязать борьбу «Джоуиз», пользуясь их же техникой, и победить. Со временем Джонс стал интересоваться больше международными матчами: тренер команды Матравиля Джефф Маулд показывал своим подопечным матчи Кубка пяти наций, а интерес у Джонса разогрелся ещё больше после визита «Львов» в Австралию в 1974 году.
На юниорском уровне команда Джонса выигрывала три года подряд, набрав более 1000 очков и пропустив всего 50 благодаря усилиям тренера Алана Гленна. До 1977 года Джонс играл за клуб, выиграв два Щита Уаратаз (один из призов, вручаемых лучшим командам Нового Южного Уэльса); причиной его ухода стал отказ клуба от празднований по случаю победы, на что Джонс сильно обиделся. Он стал игроком сиднейского клуба «Рэндуик», заняв позицию хукера вместо Тома Хортона, и с командой выиграл четыре титула. Некоторое время Джонс играл за команду университета Нового Южного Уэльса во втором дивизионе Сиднея, однако ему не понравился уровень тамошних выступлений, поскольку там играли «мальчишки, которые потом собирались после игры сбегать в клуб попеть песни, погоняться за девчонками и выпить пивка». По рассказам Боба Дуайера, Эдди Джонс любил давать прозвища игрокам, что делало его больше чем просто австралийцем: так, внешнего центрового Саймона Пойдевина, который отличался решительностью и мощью, он назвал «Венерой Милосской» и объяснил так — «прекрасное тело, рук нет», а Юэна Маккензи прозвал «Звеном» за внешнее сходство с профессиональным рестлером тех лет и за обыгрывание его как «звена» между неандертальцем и кроманьонцем, хотя сам Маккензи умел отлично читать игру и прекрасно мыслить по ходу встречи. Марк Элла был назван «Богом» за безупречные выступления, а самого Джонса назвали «Бобром» после одного инцидента: катаясь на водных лыжах, он свалился в воду, и к нему подплыли на лодке, чтобы вытащить Джонса из воды. Со слов игрока в регбилиг Мика Олдуса, Джонс выглядел «прямо как бобр».
В 1988 году команда «Рэндуик» сыграла против Новой Зеландии, уступив 9:25, но это был тот самый редкий случай, когда у «Олл Блэкс» были проблемы в игре с клубом и когда поверженная команда оказала вполне упорное сопротивление новозеландцам. Выступавший на позиции восьмого Майкл Чейка по поводу матча даже язвительно спрашивал Уэйна Шелфорда, не исчерпали ли «Олл Блэкс» все свои возможности: новозеландская схватка не сокрушила австралийскую команду, а Джонса отмечали как опасного игрока, который мог изменить ход игры одним движением. 27 июня 1989 года он сыграл за вторую сборную Нового Южного Уэльса в матче против «Львов», в котором победу одержали «Львы» со счётом 39:19, а в сезоне 1991—1992 даже сыграл три матча за «Лестер Тайгерс» против команды Оксфордского университета, клубов «Бедфорд» и «Нанитон». Однако за сборную Австралии Джонсу так и не суждено было сыграть хотя бы одну встречу: будучи звездой «Рэндуика», он проиграл место в сборной Филу Кирнсу, и непопадание в ряды «Уоллабис» во многом предопределило скорейшее завершение Джонсом игровой карьеры и спецификацию на тренерской деятельности.

## Стиль игры
Джонс, выступавший на позиции хукера, не отличался большим весом и не был типичным силовым игроком: игравший на позиции пропа Уэйн Ричардсон в одном клубе с «Лестер Тайгерс» считал, что Эдди играл больше в заднем ряду форвардов, но при этом умел осуществлять захваты. При этом, по мнению газеты The Guardian, Джонс был одним из самых мощных хукеров среди тех, кто играл в сиднейских клубах.
Саймон Пойдевин говорил, что Эдди не обладал большими габаритами, но был цепким и хитрым, сравнивая его по силе с чемпионами мира по санно-бобслейному спорту. Сам Джонс называл себя физически слабым игроком, поэтому ему приходилось больше думать о самой игре и о способах максимального использования своих игровых качеств, что и привело в дальнейшем Джонса на путь тренера. Боб Дуайер высоко ценил игровые навыки Джонса, обладавшего отличной техникой:

Его умения двигаться, ловкость и баланс с лихвой компенсировали его физические слабости. Он осуществлял захваты чисто и на небольшой высоте. Собственно в столкновения он не ввязывался, а просто валил игрока с мячом. Владея мячом, он напоминал кружащегося дервиша, уворачивавшегося от ударов и захватов, отпрыгивая вправо-влево и двигаясь благодаря низкому положению тела. По большому счёту с ним и невозможно было справиться.
Оригинальный текст (англ.)His running skill, agility and balance all negated his slight physical presence. He tackled cleanly and low. He stayed away from the direct impact and just cut the ball-carrier down. In possession, he was like a whirling dervish, spinning out of hits and tackles, stepping right, left and keeping a very low body position. By and large, people couldn’t get a proper shot at him.

## Тренерская карьера

### Начало работы
Джонс после завершения карьеры работал директором и преподавателем Международной грамматической школы, попутно тренируя с 1994 года «Рэндуик»: Саймон Пойдевин отмечал, что на тренерские качества Джонса повлияли его большое внимание к деталям и рабочая этика. Позже он переехал в Японию, где с 1995 по 1997 годы тренировал команду университета Токай, сборную Японии (тренер нападающих) и «Сантори Санголиат». Джонс рассказывал, что когда его назначили тренером команды университета — слабой по меркам первого дивизиона Японии, он заметил, что фактически обязанности тренера и лидера команды исполнял её капитан. Удивившись подобному подходу, Джонс заявил: либо отныне он будет руководить командой, либо он откажется от работы, и руководство команды пошло навстречу Джонсу. Во время работы с клубом «Сантори Санголиат» Джонс включал в основной состав не только наиболее трудолюбивых, дисциплинированных и упорных игроков, выполняющих персональную установку на игру, но и независимых, которым необходимо было дать возможность действовать самостоятельно.
В 1998 году Джонс возглавил австралийский «Брамбиз» из чемпионата Супер 12, набиравшего тогда популярность. Первый сезон для Джонса завершился провалом: команда заняла 10-е место, а Джонс не понимал, что вообще происходило с командой в том сезоне. В 1999 году Джонс совмещал пост тренера «Брамбиз», поднявшихся уже на 5-е место, с постом тренера команды «Австралийские Варвары» (англ. Australian Barbarians). В 2000 году команда «Брамбиз» преобразилась и заняла 2-е место, проиграв в финале «Крусейдерс», а в 2001 году выиграла Супер 12, став первой командой за пределами Новой Зеландии, выигравшей этот титул. Джонс раскрыл талант Джорджа Смита, который был на просмотре у команды по регбилиг «Мэнли-Уорринга Си Иглз». Сенсационная победа стала для руководства австралийского регби поводом для того, чтобы предложить Джонсу место в национальной сборной.

### Сборная Австралии
В 2001 году Джонс был приглашён во вторую сборную Австралии по регби, с которой сенсационно обыграл «Львов» в том же году. Победа позволила ему занять пост тренера «Уоллабис» после ухода в отставку Рода Маккуина, выигравшего серию тест-матчей против «Львов». По воспоминаниям Джонса, перед официальным уходом Маккуин с улыбкой заметил, что Джонсу предстоит стать самым одиноким человеком в Австралии, поскольку от его сборной — действовавшего чемпиона мира — ждали только победы, и на тренера сваливалась огромная ответственность. Боб Дуайер рассказывал, что Джонс не спал по ночам и мог даже в два часа ночи отправить факс или электронное сообщение игрокам и тренерам с просьбой принять ту или иную установку на матч.
Дебютный год ознаменовался победой австралийцев в Кубке трёх наций, а через два года австралийская сборная выступала на домашнем чемпионате мира. Менее чем за четыре месяца до начала турнира сборная Австралии была разгромлена новозеландцами 21:50, вследствие чего в Австралии забеспокоились по поводу турнирных перспектив «уоллабис». Джонсу даже грозили увольнением и досрочным расторжением контракта, если команда не выйдет в финал. «Уоллабис» ожидаемо вышли в плей-офф и в полуфинале попали как раз на «Олл Блэкс». Джонс вспоминал, что в том матче любой неправильно отданный пас мог привести к тому, что новозеландцы занесли бы попытку при первой же возможности и не сбавляли бы обороты до конца матча, устраивая систематическое избиение австралийцев. Однако его команда не дала новозеландцам возможности использовать все козыри. В определённый момент австралийцы не позволяли на протяжении полутора минут новозеландцам сделать буквальным счётом ничего, в итоге выиграв полуфинал 10:22. Однако Джонса в стране не воспринимали всерьёз, обвиняя его в чрезмерной строгости к игрокам и изгнании естественного компонента игры, а также использовании сомнительных средств подготовки вплоть до чтения книги Била Кэтлета «Довольные коровы дают больше молока» (англ. Contented Cows Give Better Milk) о важности обращения руководства с сотрудниками. В финале австралийцы встречались с англичанами: после 80 минут счёт был равным 14:14, а на последних секундах 20-минутного овертайма при счёте 17:17 они пропустили дроп-гол от Джонни Уилкинсона и проиграли матч.
Игроки высоко оценивали работу Эдди Джонса, который сплотил сборную Австралии и не дал ей рассыпаться во время чемпионата мира, сумев дойти с ней до финала и сохраняя шансы на защиту титула до последних секунд встречи. После турнира Джонсу предложили продлить контракт со сборной до следующего чемпионата мира или же возглавить сборную Японии, но Джонс предпочёл продлить контракт с австралийцами. Позже он сожалел, что согласился работать дальше, так как чемпионат мира отнял у него слишком много сил и довёл его до эмоционального выгорания. В 2005 году из-за череды травм австралийцы проиграли семь матчей подряд, а в конце европейского турне потерпели восемь поражений в девяти матчах, провалившись в схватке. 2 декабря после поражения от Уэльса Джонс был отправлен в отставку, хотя итоговый отчёт о его работе за год даже не был отправлен и обсуждений о возможности дальнейшего сотрудничества с ним не было. Сам Джонс утверждал, что у команды был потенциал выиграть чемпионат мира. Всего под руководством Джонса команда Австралии сыграла 57 тест-матчей, выиграв 33, сведя вничью один и проиграв 23.

### «Квинсленд», сборная ЮАР и «Сарацины»
Через месяц после отставки Джонс заключил контракт с клубом «Квинсленд Редс», который стал худшей командой в минувшем сезоне Супер 14, выиграв всего две встречи. Работа с командой осложнялась тем, что у команды был травмирован почти весь основной состав, и только восемь игроков основного состава ещё были в строю. Перед началом сезона 2006 из строя выбыл фуллбэк сборной Крис Лэтем, что ещё усугубило ситуацию. Некоторое время с февраля 2006 года Джонс был консультантом английских «Сарацинов», которым грозил вылет из Английской Премьер-Лиги. По ходу сезона Супер 14 Джонс был оштрафован на 10 тысяч долларов после матча против «Брамбиз» (поражение 3:6) за то, что назвал судью Мэтта Годдарда «неблагодарным» и «бессовестным». Апофеозом стало разгромное поражение в Претории от «Буллз» со счётом 3:92 в сезоне Супер 14 2007 года, а с учётом того, что по итогам регулярного чемпионата ни одна австралийская команда не вышла в плей-офф Супер 14, Джонс был уволен со своего поста с мотивировкой «из лучших интересов регби Квинсленда на настоящий момент».
В 2007 году Джонсу предлагали место технического помощника в сборных Фиджи или ЮАР. Джонс остановился на последнем предложении, став помощником Джейка Уайта и начав подготовку сборной к чемпионату мира во Франции. Решение уйти в стан сборной ЮАР воспринял в штыки исполнительный директор Австралийского регбийного союза Джон О’Нил, обвинив Джонса в предательстве и работе на конкурентов, усомнившись в его профессионализме и заявив, что бывший тренер сборной Австралии на это не пошёл бы. В ЮАР же приветствовали приглашение Джонса: он не имел южноафриканского гражданства, поэтому носить костюм сборной в расцветке зелёных и жёлтых цветов права не имел, а выходил в собственном, согласно договорённости с Регбийным союзом ЮАР. К команде он присоединился за две недели до старта турнира, но центровой Жан де Вильерс отмечал, что ещё тогда команда почувствовала положительное влияние Джонса. Сборная ЮАР в итоге выиграла чемпионат мира: ещё на групповом этапе она разгромила англичан 36:0, а в финале победила со счётом 15:6 тех же англичан (Австралия, которой Джонс предрекал успех, выбыла на стадии четвертьфинала). Ник Маллетт, тренировавший «спрингбокс» в 1997—2000 годах, высоко оценил ход Уайта по приглашению Джонса, поблагодарив того за налаженную игру в обороне. Игроки отмечали, что Джонс на последних этапах турнира сумел разрядить обстановку в команде и не допустил нервных срывов.
После чемпионата мира Джонс вернулся в «Сарацины» на пост советника, а затем и тренера на сезон 2008/2009: в феврале 2009 года он сообщил, что уйдёт из клуба в конце сезона по причинам, связанным с семьёй. Однако Джонс уже в марте покинул место тренировок команды из-за разногласий с руководством клуба. По его словам, 14 месяцев его работы в «Сарацинах» стали самым ужасным периодом за время его тренерской деятельности.

### «Сантори Санголиат» и сборная Японии
С 2009 по 2012 годы Джонс был тренером клуба «Сантори Санголиат», куда пригласил своих бывших подопечных — Джорджа Смита, Фури дю Пре и Данни Россува. В сезоне 2010/2011 команда выиграла Всеяпонский чемпионат и дошла до финала Топ-Лиги, а в сезоне 2011/2012 выиграла японскую Топ-Лигу, победив в финале «Панасоник Уайлд Найтс» со счётом 47:28. С 2012 года Джонс стал тренером сборной Японии, заняв этот пост после ухода сэра Джона Кируэна, и обязался возглавить сборную на Кубке мира 2015 года в Англии. При этом в дальнейшем Джонс, уже став тренером сборной Англии, продолжал консультировать «Сантори Санголиат». Он приезжал в команду во время каникул и выходных, совмещая свою работу с обязанностями тренера английской сборной.
На посту тренера «храбрых цветов» Джонс принимал решения, противоположные политике своего предшественника: он сократил число натурализованных игроков в сборной и призвал японцев выработать свой стиль игры, чтобы команда смогла выйти накануне чемпионата мира 2015 года в Топ-10 рейтинга World Rugby. Тем не менее, первые игры при Джонсе были провальными: так, команда проиграла все три матча первого при Джонсе Кубка тихоокеанских наций 2012 года, а после проигрыша клубу «Барбарианс Франсез» Джонс на пресс-конференции даже разозлился на игроков и открыто обвинил их в нежелании играть и выигрывать, чем удивил даже капитана сборной Тосиаки Хиросэ. После пресс-конференции Джонс даже хотел было извиниться перед президентом Японского регбийного союза за то, что не сдержался, но услышал в ответ: «Настало то время, когда эти слова должны были прозвучать».
В 2012 году японцы одержали также первые победы над европейскими командами, победив Румынию и Грузию. В 2013 году Азиатский Кубок пяти наций достался японцам в шестой раз подряд отчасти благодаря разгромной победе над Филиппинами 121:0. На Кубке тихоокеанских наций в том году японцы проиграли сборным Тонга и Фиджи, а затем обменялись победами с Уэльсом: поражение 18:22 и победа 23:8 (прежде японцы не побеждали Уэльс). 16 октября 2013 года Джонс перенёс инсульт и отправился в больницу: хотя его состояние улучшилось, ему запретили присутствовать на тест-матчах сборной в конце 2013 года. В играх против сборных Новой Зеландии, Шотландии, клуба «Глостер», сборных России и Испании его обязанности исполнял помощник Скотт Уайзмэнтел. Утверждалось, что именно привычка Джонса мало спать в сутки довела его до инсульта.
В 2014 году японцы выиграли седьмой подряд титул чемпионов Азии, а также разделили титул победителей Кубка тихоокеанских наций с Фиджи, победив Канаду 34:25 и США 37:29, а в июне того же года японцы одержали 10-ю победу подряд, одолев Италию — прежде команда второго яруса не добивалась такого результата. В конце года японцы проиграли два матча «Маори Олл Блэкс», но победили Румынию, заняв 9-е место в рейтинге World Rugby и выполнив задачу Джонса. Сам тренер говорил, что во время подготовки к Кубку мира даже обращался за советом к футбольному тренеру Хосепу Гвардиоле, который тогда тренировал мюнхенскую «Баварию» — Джонс отметил, что мюнхенцы при Гвардиоле показывали великолепную игру и отлично распоряжались мячом, и решил попытаться заставить своих подопечных так же грамотно распоряжаться мячом в игре. Чтобы приучить своих игроков пригибаться в схватках и единоборствах, Джонс даже приглашал на тренировки бойца UFC Цуёси Косака.
В 2015 году японцы, выиграв снова чемпионат Азии, неудачно себя проявили на Кубке тихоокеанских наций, обыграв только Канаду и проиграв американцам, фиджийцам и тонганцам. Перед чемпионатом мира в Англии они в контрольных встречах дважды победили Уругвай и один раз Грузию. К чемпионату мира, проходившем в Англии, японцы готовились с апреля, участвуя в пятинедельных сборах. На турнире они рассчитывали побороться с Шотландией за выход из группы, а вот в первой игре против ЮАР не надеялись на положительный исход. По словам Эдди Джонса, шансы победить южноафриканцев были 1 к 1000 — даже на поражение Майка Тайсона в бою против Джеймса «Бастера» Дугласа шансы были выше (1 к 47). За полчаса до первой игры против ЮАР Джонс спросил своего помощника Джона Прайора, сможет ли сборная Японии не перечеркнуть одним махом всё то, чему училась три года, и показать достойную игру. Японцы, проигрывая 0:14, вырвали победу со счётом 34:32 и преподнесли самую громкую сенсацию турнира, переиграв даже в силовом компоненте игры южноафриканцев.
Поражение от Шотландии 10:45 при том, что японцы вели перед перерывом, не позволило «храбрым цветкам» закрепить успех, и даже победы над Самоа 26:5 и США 28:18 не помогли сдвинуть Шотландию со 2-го места в группе. Однако для японцев это был уже успех, тем более что команда Японии одержала только вторую победу в своей истории на чемпионатах мира по регби, победив в 1991 году Зимбабве. Джонс после чемпионата мира покинул свой пост, но оставил большое спортивное наследие японцам: число детей, занимавшихся регби, выросло почти в 3 раза. Сами японцы через 4 года вышли в четвертьфинал домашнего чемпионата мира, не пустив туда шотландцев и сенсационно переиграв в группе Ирландию.

### «Стормерз» и сборная Англии
12 ноября 2015 года Джонс возглавил южноафриканскую команду «Стормерз» из Супер Регби, но уже через 8 дней его убедили возглавить сборную Англии — в отставку ушёл её тренер Стюарт Ланкастер, провалившийся на домашнем чемпионате мира и не сумевший вывести англичан из группы. Джонс, таким образом, стал первым в истории «Алых роз» иностранным тренером. Регбийный союз Англии выплатил компенсацию в размере 100 тысяч фунтов стерлингов южноафриканцам, а Джонс со своей зарплатой в 750 тысяч фунтов (около 1 миллиона долларов США) стал одним из самых высокооплачиваемых тренеров в мире. 20 ноября 2015 года Джонс был представлен в качестве тренера, заключив четырёхлетний контракт и обязавшись выступить со сборной на Кубке мира 2019 года в Японии. Позже контракт был продлён до 2021 года при условии, что сборная покажет хорошее выступление на Кубке мира. Помощниками в тренерский штаб Джонс взял Стива Бортуика из «Бристоль Бэрс», с которым работал в сборной Японии, и Пола Гастарда из «Сарацинов».
В 2016 году впервые за 13 лет сборная Англии выиграла Большой шлем на Кубке шести наций: в ходе турнира были побеждены Шотландия в гостях со счётом 15:9, Италия в гостях со счётом 40:9, Ирландия дома со счётом 21:10, Уэльс дома со счётом 25:21 (англичане вели 19:0, но пропустили три попытки) и Франция в гостях 31:21. Англичане выиграли досрочно титул чемпиона турнира после поражения французов от шотландцев. Через три месяца англичане совершили турне по Австралии, обыграв в трёх матчах «Уоллабис» — 39:28, 23:7, 44:40 — и поднявшись на 2-е место в рейтинге World Rugby. Осенью англичане одержали 14-ю победу подряд и 13-ю при Джонсе, став второй после новозеландцев командой, выигравшей все игры подряд за календарный год. Впервые с 2006 года удалось обыграть ЮАР (37:21), затем были побеждены Фиджи (58:15), Аргентина (27:14, англичане играли в меньшинстве с 6-й минуты) и Австралия (37:21).
В 2017 году англичане установили рекорд из 18 побед подряд в тестовых матчах, повторив аналогичное новозеландское достижение. В рамках Кубка шести наций англичане победили Францию 19:16, Уэльс 21:16, Италию 36:15 и Шотландию 61:21, однако 19-ю победу одержать им не удалось. Они проиграли ирландцам 9:13, сохранив за собой звание победителей Кубка шести наций и выиграв второй турнир подряд, но не сумели завоевать второй подряд Большой шлем. В июне того же года Джонс отправился с экспериментальным составом в Аргентину, вызвав 18 дебютантов, 8 из которых были моложе 21 года. Англичане обыграли аргентинцев дважды 38:34 и 35:25. В конце года англичанами снова были обыграны Аргентина (21:8), Австралия (30:6) и Самоа (48:14). В том же году, по словам Джонса, ему предлагали возглавить «Британских и ирландских львов» на турне 2021 года по ЮАР, однако из-за того, что в Японии он нелестно отозвался об ирландцах и валлийцах, это не состоялось — в последующем звонке журналисту из Квинсленда Джонс ответил, что не намерен в ближайшее время работать со «Львами». В целом за работу с английской сборной Джонс был удостоен звания лучшего тренера 2017 года по версии World Rugby: к тому моменту из 23 тест матчей его команда выиграла 22.
Несмотря на успехи 2017 года, Джонс предупреждал журналистов, что третий сезон для любой команды может сложиться хуже двух предыдущих, и его опасения оправдались. В 2018 году сборная Англии в Кубке шести наций откатилась на предпоследнее место, обыграв только Италию (46:15) и Уэльс (12:6). Англичане установили ряд антирекордов: впервые с 1983 года заняли предпоследнее место на этом турнире, впервые с 2014 года проиграли три матча подряд в турнире (шотландцам, французам и ирландцам) и впервые с 2010 года проиграли Шотландии. В мае того же года Крис Эштон, ранее игравший за Англию, в товарищеском матче клуба «Барбарианс» против бывшей сборной оформил хет-трик по попыткам и помог команде победить англичан со счётом 63:45. Летом 2018 года англичане проиграли два матча южноафриканцам во время турне, доведя число проигранных тест-матчей подряд до пяти, что чуть не вылилось в драку игроков с болельщиками. Однако англичане сумели выиграть третий матч 25:10 и победить «спрингбоков» впервые с 2000 года в гостях. Несмотря на то, что победителем Кубка шести наций стала Ирландия, взявшая Большой шлем, Джонс утверждал, что не всё потеряно для англичан и через год всё может измениться в лучшую сторону. Бывший тренер сборных Новой Зеландии и США по регби Джон Митчелл был приглашён Джонсом на позицию тренера защитников перед осенней серией игр, что вылилось в две упорные встречи против ЮАР (победа 12:11) и Новой Зеландии (поражение 15:16). В игре против новозеландцев англичане вели 15:0, но провалились во втором тайме, проиграв все коридоры. Осенью «алые розы» также победили японцев (35:15) и австралийцев (37:18), одержав шестую победу подряд над австралийцами в истории личных встреч.
Кубок шести наций 2019 года для англичан ознаменовался ничьей с Шотландией 38:38 — англичане вели 31:0, но пропустили шесть безответных попыток и только в компенсированное время попытка с реализацией спасла англичан от поражения, что стало крупнейшей ничьей в истории личных встреч обеих команд. Джонс утверждал, что у его команды что-то разладилось в настрое в предыдущей встрече с Уэльсом (13:21) и возник какой-то «ментальный блок», который не удалось сломать. В июне 2019 года Джонс принял предложение возглавить клуб «Барбарианс» в тест-матче против Фиджи, который должен был пройти через две недели после финала чемпионата мира, что вызвало возмущения у Клайва Вудворда, который предупредил Джонса: если Англия снова не выйдет из группы, то Джонс рискует остаться и без руководства «Барбарианс», и без сборной Англии. 12 августа Джонс огласил окончательную заявку на чемпионат мира в Японии, не пойдя по пути своего предшественника Ланкастера, который в мае 2015 года изначально огласил список из 50 кандидатов и потом отсеивал постепенно лишних вплоть до формирования заявки. 8 сентября после завершения двух учебно-тренировочных сборов в Тревизо и серии тест-матчей англичане вылетели в Японию.
Англичане, преодолев групповой этап, попали в четвертьфинале на команду Австралии, которую возглавлял одноклубник Джонса, Майкл Чейка. По словам журналистов The Guardian, это был поединок тренеров, один из которых (Джонс) «тренировал с математической точностью», а другой (Чейка) — «со страстью и эмоциями». Однако англичане обыграли австралийцев, вынудив отправить Чейку в отставку. В полуфинале англичане сенсационно победили действовавших чемпионов мира, новозеландцев, со счётом 19:7, и впервые с 2007 года оказались в финале: к тому моменту Англия под руководством Джонса выиграла из 50 тест-матчей 39, сведя вничью 2 и проиграв 9. Южноафриканские игроки Фури дю Преес и Джон Смит, чемпионы мира 2007 года, предрекали Джонсу историческую победу в финале 2019 года. Однако в финале англичане уступили ЮАР со счётом 12:32, позволив южноафриканцам выиграть третий кубок мира и в третий раз став серебряными призёрами ЧМ.
В 2020 году сборная Англии выиграла третий Кубок шести наций под руководством Эдди Джонса, проиграв только одну встречу из пяти. Турнир начался для англичан очень тяжело: в игре против Франции они потерпели поражение 17:24 при том, что проигрывали 0:17 уже к 21-й минуте. Именно заносы в первые минуты игры были характерны для сборной Англии при Джонсе. Штрафной, забитый Оуэном Фарреллом в конце матча, позволил англичанам набрать бонусное очко, которое сыграло важную роль в распределении позиций. Джонс учёл ошибки в первом матче против Франции, и в трёх заключительных встречах англичане открывали счёт с помощью попыток в первые 8 минут — так, Ирландию они обыграли со счётом 20:6, ведя со счётом 17:0 к перерыву. Французы потерпели также одно поражение в этом розыгрыше, проиграв Шотландии в гостях. Победу англичанам в Кубке шести наций 2020 года, по мнению аналитика Самйона Глива, принесли удачные розыгрыши коридоры (выиграно 84%) и своевременные захваты (в среднем англичане совершали удачный захват каждую 51 секунду, пока их противник владел мячом).
6 декабря 2022 года Эдди Джонс был уволен с поста главного тренера сборной Англии. Причиной тому стали неудовлетворительные результаты выступлений команды за 2022 год: из 12 встреч сборная Англии выиграла всего 5 в том году.

### Сборная Австралии и провал на чемпионате мира 2023
После окончания турне англичан по Австралии в 2022 году на протяжении последующих шести месяцев руководители Австралийского регбийного союза Хэмиш Макленнан и Энди Маринос вели тайные переговоры с Эдди Джонсом о возможности его возвращении в сборную Австралии. Изначально возможность возвращения Джонса в Австралию не рассматривалась всерьёз, поскольку у Джонса был действующий контракт со сборной Англии, а контракт тогдашнего наставника сборной Австралии Дэйв Ренни распространялся и на чемпионат мира 2023 года, однако в декабре 2022 года после ухода Джонса из сборной Англии количество публикаций в СМИ на эту тему резко выросло. Переговоры завершились тем, что в январе 2023 года Эдди Джонс официально возглавил сборную Австралии, сменив на этом посту Дэйва Ренни. С ним был заключён контракт на сумму в 4,5 миллионов австралийских долларов, который должен был действовать до конца чемпионата мира 2027 года, который также должна была принять Австралия. В то же время Джонс должен был наблюдать и за женской сборной Австралии. К своим обязанностям Джонс приступил 29 января 2023 года.
Свой первый матч Джонс провёл 8 июля в рамках розыгрыша Чемпионата регби против сборной ЮАР на стадионе «Лофтус Версфельд» в Претории: на этом стадионе в конце июля 2005 года сборная Австралии, которой также тогда руководил Джонс, уступила 16:22. Хотя в первом матче Джонса 2023 года австралийцы первыми занесли попытку и даже вели в течение первых 15 минут со счётом 12:0, встреча для австралийцев завершилась поражением со счётом 12:43 — в дальнейшем очки набирали только южноафриканцы. В личных встречах против Австралии эта победа «спрингбоков» среди крупнейших по разнице набранных очков заняла 3-е место. Неделей позже, 15 июля сборная Австралии проиграла Аргентине со счётом 31:34, а через две недели, 29 июля 2023 года в третьем и заключительном туре (турнир был сокращён до одного круга из-за подготовки к чемпионату мира) проиграла Новой Зеландии 7:38 на «Мельбурн Крикет Граунд». Впервые с 2012 года после расширения турнира до 4 команд австралийцы заняли последнее место, получив деревянную ложку.
Перед чемпионатом мира 2023 года Австралия провела только два контрольных матча: матч против Новой Зеландии, состоявшийся уже после Чемпионата регби, и матч против хозяев чемпионата мира, Франции. В матче против Новой Зеландии подопечные Джонса были близки к тому, чтобы вырвать победу, но проиграли 20:23. За три минуты до конца встречи Куэйд Купер неудачно выбил мяч, и новозеландцы заработали право на схватку, а затем заполучили формальное преимущество, ещё и добившись назначения штрафного в свою пользу. Победный удар реализовал Ричи Моунга. Игру против Франции австралийцы проиграли со счётом 17:41. К первому матчу чемпионата против Грузии австралийцы подходили на 9-м месте в рейтинге World Rugby, но без единой победы за 2023 год: пресса выражала надежду, что только тренерский опыт Эдди Джонса выручит команду на чемпионате мира. В заявке Джонса не было двух звёзд австралийской команды — Куэйда Купера и Майкла Хупера — но было очень много молодых игроков
В группе C австралийцы одержали всего две победы над Португалией и Грузией, проиграв командам Уэльса и Фиджи. Австралия заняла 3-е место в группе чемпионата мира 2023 года и впервые в своей истории не преодолела групповой этап чемпионата мира. Уже после того, как Австралия проиграла Уэльсу со счётом 6:40, в газете Sydney Morning Herald появились сообщения о том, что Эдди Джонс может разорвать свой контракт с Австралией и вернуться в сборную Японии. Однако официально в отставку Джонс ушёл только 29 октября 2023 года, уже после окончания чемпионата мира.

### Возвращение в Японию (с 2023)
В декабре 2023 года Эдди Джонс вернулся на пост главного тренера сборной Японии. Контракт Джонса был рассчитан до 2027 года. Первый матч его сборная провела 22 июня против Англии в Токио, а к октябрю японцы сыграли всего семь тестовых матчей, одержав три победы и потерпев четыре поражения, в том числе проиграв сборной Фиджи со счётом 17:41 (на момент матча Фиджи занимало 9-е место в рейтинге World Rugby, Япония была 14-й). В этих матчах в составе сборной Японии провели свои дебютные встречи 17 разных игроков. Джонс в интервью агентству «Киодо Цусин» заявил, что приложит все усилия, чтобы его команда попала в Топ-10 рейтинга World Rugby и показала достойный результат на чемпионате мира 2027 года.

## Достижения

### Клубы
Рэндуик
- Обладатель Щита Шута[англ.]: 1994

 Брамбиз
- Чемпион Супер 12: 2001
- Финалист Супер 12: 2000

 Сантори Санголиат
- Всеяпонский чемпион: 2011
- Всеяпонский финалист: 2009
- Чемпион Топ-Лиги: 2012
- Финалист Топ-Лиги: 2011

### Сборные
Австралия
- Серебряный призёр чемпионата мира: 2003
- Победитель Кубка трёх наций: 2001
- Серебряный призёр Кубка трёх наций: 2002, 2003, 2004
- Победитель Кубка Бледислоу[англ.]: 2001, 2002
- Победитель Трофея Пумы[англ.]: 2002
- Победитель Кубка Кука[англ.]: июнь и ноябрь 2004
- Победитель Трофея Двухсотлетия[англ.]: 2002 и июль 2005
- Победитель Кубка Хоуптоуна[англ.]: июнь и ноябрь 2004
- Победитель Кубка Лэнсдауна[англ.]: 2003, 2005

 ЮАР
- Чемпион мира: 2007 (как помощник)

 Япония
- Чемпион Азии: 1996 (как помощник), 2012, 2013, 2014, 2015
- Победитель Кубка тихоокеанских наций: 2014

 Англия
- Серебряный призёр чемпионата мира: 2019
- Победитель Кубка шести наций: 2016, 2017, 2020
- Обладатель Тройной короны: 2016, 2020
- Обладатель Кубка Калькутты: 2016, 2017, 2020
- Обладатель Приза Миллениума: 2016, 2019, 2020
- Победитель Кубка Куилтера[англ.]: 2016, 2017, 2019
- Победитель Кубка Кука[англ.]: июнь и декабрь 2016, 2017, ноябрь 2018

### Личные
- Тренер года по версии World Rugby: 2017

## Личная жизнь
По материнской линии Джонс — японец; его бабушка и дедушка после войны уехали из Японии на заработки. Мать Эдди, Нелли, родилась в 1925 году в Калифорнии, где и провела детство; во время Второй мировой войны всю её семью интернировали в лагерь, где были отвратительные условия жизни, а после войны каждый получил лишь по 25 долларов компенсации за моральный ущерб. Отец — австралиец Тед (умер в 2013 году), который после войны нёс службу в оккупированном Токио и вскоре встретил там будущую супругу, а позже воевал во Вьетнаме; в жизни увлекался крикетом.
Переехать в Австралию Нелли смогла только в марте 1952 года, поселившись в 1956 году с мужем в Тасмании; в настоящее время она проживает в Сиднее. По словам Эдди Джонса, в 2017 году она даже лично отчитывала его за то, что он нецензурно выражался во время матча между Англией и Аргентиной. Есть старшие сёстры Дайан и Вики, родившиеся на Тасмании. Супруга — японка Хироко, с которой он познакомился, преподавая в международной школе в Сиднее. Дочь — Челси, которая училась в английской школе в Токио. В свободное от игр и тренировок время Джонс изучал боевые искусства, а также увлекался крикетом: это увлечение с ним разделял и ещё один будущий регбист, Дэвид Нокс, однако они играли в помещении. Со своей дочерью Джонс предпочитал смотреть «Унесённые призраками» вместо голливудских фильмов.
Джонс окончил Сиднейский университет, получив степень бакалавра географии и физической культуры. В ноябре 2015 года Джонс получил приглашение на работу в консультативный совет банка Goldman Sachs в Японии, чтобы консультировать инвестиционную компанию по вопросам ведения бизнеса, нормативных требований и государственной политики в стране. Президент японского филиала банка Масанори Мосида отметил, что Джонс «добился невозможного, подняв японскую сборную до уровня лучших команд мирового регби», и его лидерские качества и умение выстроить команду вполне подходят для компании.
Джонс — христианин; во время своей работы в Японии каждое воскресенье он посещал церковь, причём священником в церкви был уроженец ЮАР, владевший африкаансом и любивший регби. О его прямоте и склонности давать шутливые прозвища одноклубники говорили «Существуют три вида откровенности: обычная откровенность, австралийская откровенность и откровенность Эдди Джонса», называя его также «непокорным начальником хулиганов» (англ. Mischievous stirrer-in-chief).
В 2019 году на экраны вышла спортивная драма «Чудо в Брайтоне» о работе Эдди Джонса в сборной Японии и её выступлении на чемпионате мира в Англии (акцент в фильме делался на тот самый матч против сборной ЮАР). Роль Джонса исполнил Темуэра Моррисон.